# Страта українського військовополоненого через обезголовлення
Відеозапис страти українського військовополоненого, який перебуває у свідомості, через обезголовлення ножем, було опубліковано в онлайні 11 квітня 2023 року, далі відео було поширено через рашистські джерела.
Російські найманці ПВК Вагнера вже до цього, у 2017 році в Сирії, вбивали на камеру місцевого полоненого подібним способом.
У квітні 2023 року також було опубліковане інше відео, на якому зображені обезголовлені та з понівеченими руками, без кистей, тіла українських військових біля знищеної військової машини, зняте найманцями ПВК Вагнера, на задньому плані голос коментує це російською мовою.

## Хронологія
Перша відома публікація ролика відрізання голови ножем живому солдату ЗСУ (форма на відео схожа на форму Національної гвардії України) відбулася 11 квітня 2023 року о 22:24 за московським часом, о 22:40 його поширив засновник екстремістської групи «Чоловіча держава» Владислав Поздняков.

### Вбивство
На відео на землі лежить людина, одягнена у військову форму, на якій є жовта пов'язка на рукаві. Над ним стоїть інший з білою пов'язкою на нозі і ножем відрізає голову живому військовополоненому. Тому, хто відрізає голову, по рації передають вказівки. Український військовополонений кричить від болю. Поруч є ще люди, що кричать російською мовою: «Працюймо, браття! Відрізай, блядь! Ломай хребет йому! Що, ніколи бошки не різав? До кінця, блядь».
Після того, як голова була відрізана, автор відео сказав: «У мішок її, нахуй, голову цю. І відправити командиру». Обличчя того, хто вчиняв обезголовлювання, приховане маскою, але в руці біла пов'язка, використовувана російськими військовими, а в жертви — жовта, використовувана Силами оборони України. Після цього один з убивць показує на камеру бронежилет убитого. Судячи із зеленого листя на відео, воно було знято приблизно влітку 2022.

16 серпня 2024 року на Telegram-каналі неонацистського підрозділу ДШРГ "Русіч" було опубліковане відео, де солдат 115 ОБрМП РФ стоїть на фоні насадженої на кіл голови українського військовослужбовця.Відео було зняте на КПП «Колотилівка» в Білгородській області. Подібний інцидент був помічений під час боїв за Попасну.

### Розслідування
12 квітня 2023 року Служба безпеки України розпочала досудове розслідування. Воєнний злочин, зображений на відео, оцінюється як порушення законів і звичаїв війни (частина 2 статті 438 КК України).

## Оцінки та реакція
За підписаною Російською Федерацією Женевської конвенції про поводження з військовополоненими, їм мають бути гарантовані життя та гуманні умови утримання, а катування та вбивства належать до воєнних злочинів.
До публікації цього відео сцени жорстокості такого рівня, створені під час війни в Україні, не були опубліковані у відкритих джерелах. Найжорстокіше, що раніше публікувалося, — кадри літа 2022 року, коли людина в російській військовій формі відрізає геніталії людині в українській військовій формі, а потім вбиває її. Подібні методи у 2017 році в Сирії практикували члени ПВК Вагнера, коли вони на відео відрізали голову і кінцівки сирійцю, так само вони використовували кувалду, яка стала символом «Вагнера», але різниця з тим випадком, що тоді обезголовлення було зроблено людині, яка вже була або непритомна, або мертва. Російське видання «Проєкт» вважає відео найжорстокішим за час війни Російської Федерації проти України та наголошує, що в минулому такі страти робили лише члени Ісламської держави. Місія ООН у Женеві назвала відео «особливо моторошними».

### В Україні
Глава Офісу Президента Андрій Єрмак у Telegram написав фразу, яка швидше за все стосується цієї події: «За все буде відповідь та відповідальність». Президент України Володимир Зеленський у записаному з приводу публікації відео зазначив, що: «Світ не може ігнорувати те, як легко ці звірі вбивають», та відео «показує Росію такою, якою вона є». Україна також закликала Міжнародний кримінальний суд розпочати розслідування.

### У Європейському Союзі
Офіційна представниця зовнішньополітичної служби ЄС Набіла Массралі зазначила, що якщо справжність відео підтвердиться, то воно стане черговим брутальним нагадуванням про нелюдський характер російської агресії.
Голова Європейської ради Шарль Мішель назвав відео вбивства українського полоненого приголомшено жорстоким і звірячим, зазначивши, що справедливість має переважати над терором і безкарністю.

### У Російській Федерації
Відео викликало схвальну реакцію різних рашистських каналів.
Прессекретар Володимира Путіна Дмитро Пєсков погодився, що кадри жахливі, але зазначив, що слід перевірити їхню достовірність.
Командир неонацистської ДШРГ «Русіч» Олексій Мільчаков заявив: «Ви здивуєтеся, скільки таких відео поступово спливатиме» і супроводжував повідомлення веселим емоджі.

### Інші країни
Міністр закордонних справ Естонії Урмас Рейнсалу висловив обурення тим, що на тлі подібних злочинів, які скоюють російські війська, узагалі триває дискусія щодо можливості участі росіян в Олімпійських іграх.

### Міжнародні організації
Моніторингова місія ООН з прав людини в Україні заявила про обурення «особливо жахливими відео», наголосивши, що йдеться не про поодинокі випадки.
Генеральна секретарка Ради Європи Марія Пейчинович-Бурич відреагувала на відео зі стратою українського військовополоненого військовими Російської Федерації.
|  | Нажахана від поширеного в мережі відео, на якому російські військові обезголовлюють українського військовополоненого. Це нелюдсько, і я рішуче це засуджую. Винні мають понести відповідальність. |